# Novelas (Penafiel)
Novelas é uma localidade portuguesa do Município de Penafiel que foi sede da extinta Freguesia de Novelas, freguesia que tinha 2,45 km² de área e 1 794 habitantes (2011), e, por isso, uma densidade populacional de 732,2 hab/km².
A Freguesia de Novelas foi extinta pela reorganização administrativa de 2012/2013, tendo o seu território sido integrado na Freguesia de Penafiel.
Em Novelas existe um jornal local chamado "A Galga".

## População
| População da freguesia de Novelas | População da freguesia de Novelas | População da freguesia de Novelas | População da freguesia de Novelas | População da freguesia de Novelas | População da freguesia de Novelas | População da freguesia de Novelas | População da freguesia de Novelas | População da freguesia de Novelas | População da freguesia de Novelas | População da freguesia de Novelas | População da freguesia de Novelas | População da freguesia de Novelas | População da freguesia de Novelas | População da freguesia de Novelas |
| --------------------------------- | --------------------------------- | --------------------------------- | --------------------------------- | --------------------------------- | --------------------------------- | --------------------------------- | --------------------------------- | --------------------------------- | --------------------------------- | --------------------------------- | --------------------------------- | --------------------------------- | --------------------------------- | --------------------------------- |
| 1864                              | 1878                              | 1890                              | 1900                              | 1911                              | 1920                              | 1930                              | 1940                              | 1950                              | 1960                              | 1970                              | 1981                              | 1991                              | 2001                              | 2011                              |
| 376                               | 419                               | 473                               | 516                               | 630                               | 701                               | 802                               | 970                               | 982                               | 1 179                             | 1 388                             | 1 557                             | 1 578                             | 1 691                             | 1 794                             |

| Distribuição da População por Grupos Etários | Distribuição da População por Grupos Etários | Distribuição da População por Grupos Etários | Distribuição da População por Grupos Etários | Distribuição da População por Grupos Etários | Distribuição da População por Grupos Etários | Distribuição da População por Grupos Etários | Distribuição da População por Grupos Etários | Distribuição da População por Grupos Etários | Distribuição da População por Grupos Etários |
| -------------------------------------------- | -------------------------------------------- | -------------------------------------------- | -------------------------------------------- | -------------------------------------------- | -------------------------------------------- | -------------------------------------------- | -------------------------------------------- | -------------------------------------------- | -------------------------------------------- |
| Ano                                          | 0-14 Anos                                    | 15-24 Anos                                   | 25-64 Anos                                   | > 65 Anos                                    |                                              | 0-14 Anos                                    | 15-24 Anos                                   | 25-64 Anos                                   | > 65 Anos                                    |
| 2001                                         | 322                                          | 256                                          | 912                                          | 201                                          |                                              | 19,0%                                        | 15,1%                                        | 53,9%                                        | 11,9%                                        |
| 2011                                         | 304                                          | 231                                          | 1 009                                        | 250                                          |                                              | 16,9%                                        | 12,9%                                        | 56,2%                                        | 13,9%                                        |

Média do País no censo de 2001:  0/14 Anos-16,0%; 15/24 Anos-14,3%; 25/64 Anos-53,4%; 65 e mais Anos-16,4%
Média do País no censo de 2011:   0/14 Anos-14,9%; 15/24 Anos-10,9%; 25/64 Anos-55,2%; 65 e mais Anos-19,0%